# アヌレン
アヌレン（英語: annulene）とは、完全に共役した単環式の炭化水素の総称である。芳香族性とは一体どういう性質なのかを知るために、詳しく調べられた化合物群の1つである。
なお、アヌリンは、アヌレンのC=C二重結合の1つが、C≡C三重結合に置き換わった分子種である。ただし、C≡C三重結合の部分は直線構造なので、その分子の形状は、炭素数が同じアヌレンとは大きく異なる。

## 名称
環を形成している炭素の数をnとすると、IUPACの命名慣習では、7つ以上の炭素原子を持つアヌレンが、[n]アヌレンと命名される。しかし、より環の小さなアヌレンも同様の表記法で表わされる場合があり、時にベンゼンが単にアヌレンと呼ばれることもある。なお、アヌレンの一般式は、nが偶数の時はCnHnとして表され、nが奇数の時はCnHn+1として表される。ただし、最小のアヌレンが［4］アヌレンであり、したがって、nは4以上の整数である。ただ、一応［4］アヌレンもアヌレンの1つであるものの、10個以上の炭素による共役した環状の化合物に対して、アヌレンという名称が用いられる場合が多い。

## 構造
アヌレンをケクレ構造式で描くと、C-C単結合とC=C二重結合とが、交互に並んでいるように見える環状の炭化水素だが、実際のアヌレンは、そのような姿をしていない。それと言うのも［6］アヌレンに当たるシクロヘキサトリエンは実在できず、実際の［6］アヌレンはベンゼンとして存在するのであって、C-C単結合とC=C二重結合とが交互に並んでいるケクレ構造式で描いたベンゼンは、ベンゼンの極限構造式の1つに過ぎないのであって、ベンゼンの真の姿ではないからである。つまり、アヌレンは環に共役系が続いており、π電子が環内に非局在化している。

［4］アヌレン
［6］アヌレン
［8］アヌレン
［14］アヌレン
［18］アヌレン

## 芳香族性の有無と反応性
共役ポリエンは、一般に単独で存在するC=C二重結合よりも化学的に安定である。しかしながら、アヌレンは単純な共役ポリエンではなく、条件を満たした場合には芳香族性を獲得するため、芳香族炭化水素としての性質を帯びて、さらに化学的に安定化して反応性も低下する。逆に、特定の条件を満たすとアヌレンは反芳香族性を帯びるため、逆に化学的には不安定化して反応性が増す。これらのように、一口にアヌレンと言っても、その性質は一定の傾向を有しているわけではない。
いわゆるヒュッケル則として知られる、π電子の数が4n+2個の場合に芳香族性を持つのに対して、π電子の数が4n個の場合は芳香族ではないという計算による予測結果を、アヌレンに適用した場合には、nが2である［10］アヌレンも芳香族性を持つはずだったが、この［10］アヌレンは芳香族性を持たなかった。その理由は、炭素がsp2混成軌道の場合に、他の原子と結合できる方向が決まっているため、この［10］アヌレンの場合は、環が平面になれないためであった。確かに［6］アヌレン、［14］アヌレン、［18］アヌレンなどは、ヒュッケル則として知られる予測通り、芳香族だったものの、それは環が平面になれるからだった。つまりアヌレンは、π電子の数が4n+2個であり、かつ、炭素の連なりで作られた環が平面である場合に、初めて芳香族性を持ち得るのである。
もっとも、大きなアヌレンの多く、例えば［18］アヌレンに当たる シクロオクタデカノナエンなどは、内側の水素原子のファンデルワールス歪みを最小化するのに充分な程大きく、芳香族性に必要な平面構造をとることが可能なので、芳香族性を有する。しかしながら、大型のアヌレンに、ベンゼン程に安定な分子は無い。むしろ、大型のアヌレンの反応性は、仮に芳香族性を獲得できる条件を満たしていたとしても、芳香族炭化水素よりも共役ポリエンにより似ている。
これらの要因のため、一部のアヌレンは化学的に不安定である。すなわち、［4］アヌレンは特に不安定であり、［10］アヌレン）、［12］アヌレン、［14］アヌレンは不安定である。

## アヌレンの例と芳香族性による分類
- ［4］アヌレン - シクロブタジエンである。芳香族ではない[6]。
- ［6］アヌレン - ベンゼンである。芳香族である[4]。
- ［8］アヌレン - シクロオクタテトラエンである。芳香族ではない[4]。
- ［10］アヌレン - シクロデカペンタエン（英語版）である。環が歪むために平面構造になれないため、芳香族ではない[6]。
- ［12］アヌレン - シクロドデカヘキサエンである。芳香族ではない[4]。
- ［14］アヌレン - シクロテトラデカヘプタエンである。芳香族である[4]。
- ［16］アヌレン - 芳香族ではない[4]。
- ［18］アヌレン - 芳香族である[4]。
- ［20］アヌレン - 芳香族ではない[4]。
- ［22］アヌレン - 芳香族である[4]。
- ［24］アヌレン - 芳香族ではない[4]。

アヌレンは「芳香族」、「非芳香族」、「反芳香族」に分類できる。環の炭素数が4nを満たすアヌレンは反芳香族性を示す。ただし、そもそも平面構造をとれないシクロオクタテトラエンなどは「非芳香族」に分類される。
- 芳香族 - ［6］アヌレン、［14］アヌレン、［18］アヌレン、［22］アヌレン
- 非芳香族 - ［8］アヌレン、［10］アヌレン
- 反芳香族 - ［4］アヌレン、［12］アヌレン、［16］アヌレン、［20］アヌレン、［24］アヌレン

## 歴史
ケクレ構造式と呼ばれる方式で、ベンゼンの構造式の描き方が提唱されたのは、1865年であった。19世紀末までの化学者は、環状の炭化水素が芳香族性を示すための条件は、環を形成している炭素間の結合が、単結合と二重結合とが交互に並んでいて、環を1周しているという条件だと考えていた。しかし、この条件を満たしているのに、1911年に合成が成功したシクロオクタテトラエンは芳香族性を示さず、反応性の高い化合物であると判明した。
1931年に、いわゆるヒュッケル則が提示され、彼の計算結果によると環内のπ電子の数は4n+2個でなければ、芳香族性を示さないとされた。しかし1960年以前は、ヒュッケル則が正しいかどうか実際に調べられる化合物は、ベンゼンとシクロオクタテトラエンだけしか存在しなかった。状況が変化したのは1960年代に入って、より大きな環を有したアヌレンの合成が成功してからの話であった。